# Letteratura bielorussa

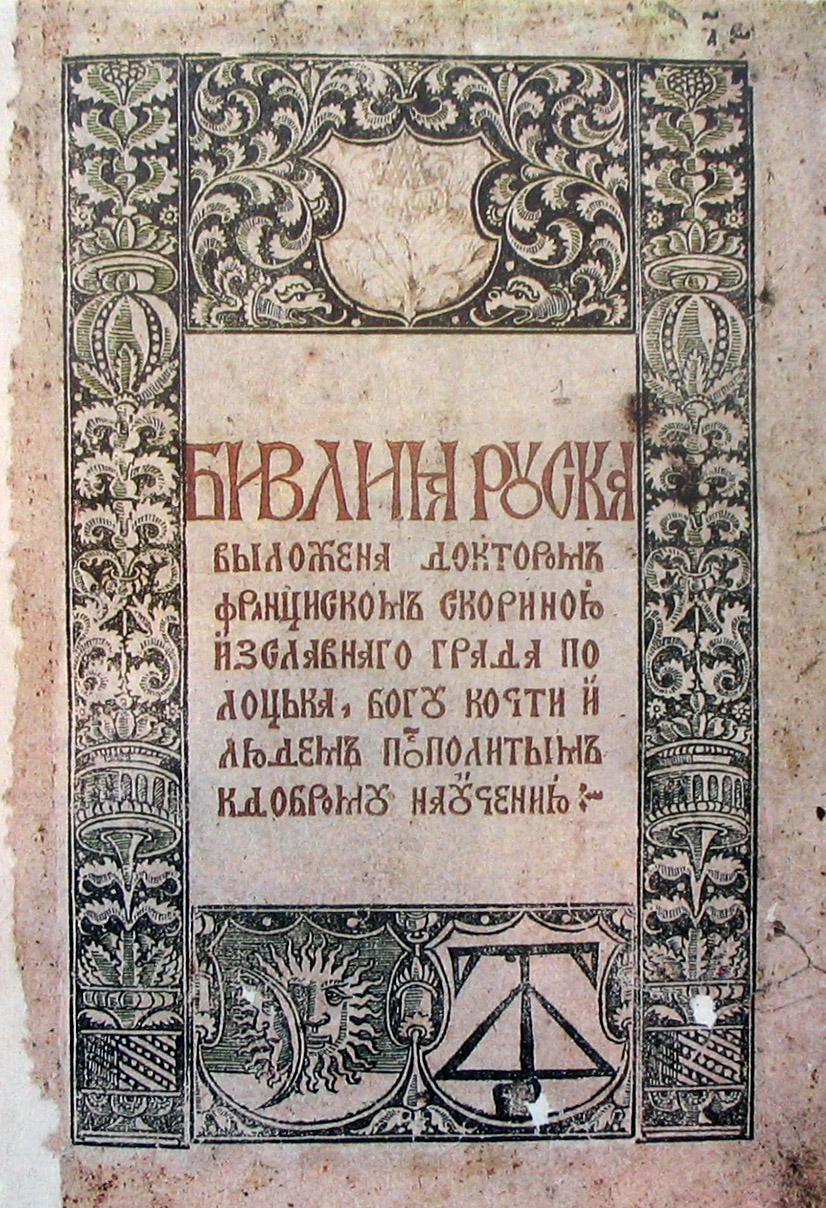
La Bibbia di Francysk Skaryna in bielorusso del 1517.

La letteratura bielorussa è la letteratura scritta nella lingua bielorussa.

## Storia

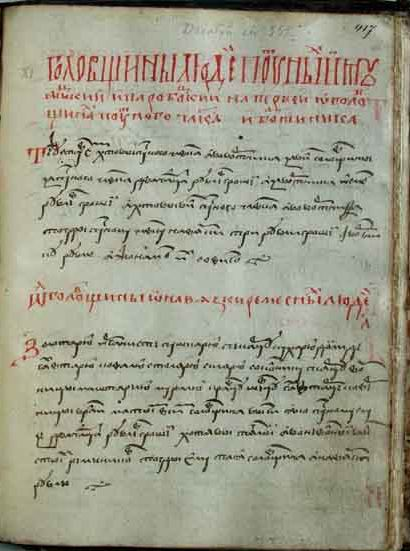
Il primo Statuto lituano del 1529 in lingua bielorussa.

### Gli inizi: dal XIV al XVII secolo
La letteratura bielorussa si formò sulla base comune della tradizione letteraria della Rus' di Kiev, che diede origine anche alla letteratura ucraina e alla letteratura russa. L'esistenza di una separata tradizione letteraria della Bielorussia divenne chiara soltanto tra il XIV e il XV secolo. La prima letteratura bielorussa attraversò la sua età dell'oro nel XVI e nel XVII secolo, quando la lingua bielorussa antica era la lingua ufficiale del Granducato di Lituania. Gli Statuti del Granducato del (1529), (1566), e (1588), come la sua polemica letteratura religiosa, furono tutti stampati nella lingua bielorussa antica. È dal primo XVI secolo che vennero stampate opere letterarie in bielorusso. Il primo libro dato alle stampe, nella versione del bielorusso antico, fu un Salterio, pubblicato a Praga da Francysk Skaryna nel 1517; che fu anche il primo libro stampato in una lingua slava orientale. Durante il XVI e il XVII secolo iniziarono la poesia e il teatro, sotto l'influenza dell'allora più evoluta letteratura polacca. Tra gli autori di questo primo periodo spiccano Simeon Polatsky, Symon Budny e Andrej Rymsza.

### Il XVIII e il XIX secolo

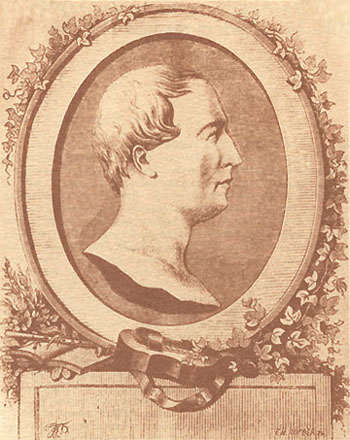
Jan Czeczot

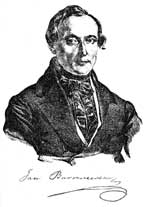
Jan Barszczewski

A causa del predominio culturale della lingua polacca nell'Unione polacco-lituana poi rafforzatasi nella Confederazione polacco-lituana, e della lingua russa nell'Impero russo, durante il XVIII secolo la tradizione letteraria bielorussa risultò gravemente penalizzata. La sua rinascità cominciò nella prima metà del XIX secolo, a partire da un anonimo poema satirico intitolato Taras na Parnase. I primi nuovi romanzi furono scritti da Pauljuk Bahrym, e molte altre opere ebbero come autori diversi scrittori polacchi nati in Bielorussia, come Jan Barszczewski, Jan Czeczot, Adam Mickiewicz, Vintsent Dunin-Marzinkyevič, Andrej Rypinski. Spesso i libri erano pubblicati in un adattamento dell'alfabeto latino, noto come alfabeto łacinka, anziché con l'alfabeto cirillico di norma ai nostri giorni. Nella seconda metà del XIX secolo si sviluppò la tradizione letteraria del Realismo, con autori come Francisak Bahusevič, Adam Hurynovič e Jan Lučyna.

### Il primo XX secolo
Dopo la Rivoluzione russa del 1905 iniziò un nuovo periodo. Branislaŭ Taraškievič elaborò una prima standardizzazione del bielorusso moderno. Furono fondati a Vilnius i primi giornali in bielorusso (Nasa Dolia e Nasha Niva); i quali radunarono una cerchia di scrittori che discutevano dello sviluppo della lingua e della letteratura bielorusse, tra i quali Maksim Bahdanovich, Zmitrok Biadulia, Maksim Harecki, Jakub Kolas. La letteratura bielorussa di quel periodo combinava elementi di Romanticismo, Realismo e Modernismo.
Le attività culturali e patriottico-divulgative si concentrano negli ambienti universitari ed editoriali a Vilnja (attuale Vilnius). Il quotidiano “Naša niva” (“Il nostro campo”, 1906 - 1915) stampato in lingua bielorussa ne diventa il fulcro. Sulle sue pagine hanno debuttato Ja. Kupala, Ja. Kolas, M. Bahdanovič, V. Lastoǔski e molti altri poeti. La nuova idea nazionale viene personificata non solo nella protesta contro l’oppressione, ma anche nella percezione estetica dell’ambiente e del mondo spirituale bielorusso. Le immagini della nuova poesia diventano i simboli del movimento nazionale Adradženne come per esempio Pahonja, lo stemma del Granducato Lituano (M. Bahdanovič Pahonja) e l’‘Esodo’ dei bielorussi nella ricerca dell’autodeterminazione  (Ja. Kupala Chi cammina là?).

### La prima guerra mondiale
Durante la prima guerra mondiale e la proclamazione della RPB Repubblica Popolare Bielorussa (1918) gli argomenti principali della lettera bielorussa furono il patriottismo e la vita quotidiana.

### Il periodo tra le due guerre
Dopo la costituzione della RSSB (Repubblica Socialista Sovietica Bielorussa) e la spartizione delle terre bielorusse a seguito del Trattato di Riga (1921) la vita letteraria nella RSSB si concentrò intorno alle riviste Maladnjak (Маладняк, 1923-1932) e Uzvyšša (Узвышша, 1926-1932), pubblicate dalle omonimi associazioni di scrittori bielorussi. Oltre al proseguimento dell'attività degli autori provenienti dai periodi precedenti, come Janka Kupala, Jakub Kolas, Ciška Hartny, Zmitrok Bjadulja, questo fu anche un periodo di piena attività da parte di nuovi poeti come Michas' Čarot, Uladzimir Dubouka, Ales' Dudar, Jasep Puščia, Maksim Harecki, Kuz'ma, Čorny e altri.
Nel 1934 fu fondata a Minsk la Unione degli scrittori della RSSB. Negli anni '30 iniziò la tradizione del Realismo socialista. Tuttavia nel corso delle repressioni staliniane la gran parte degli scrittori bielorussi fu sterminata, altri sono finiti nei campi gulag, qualcuno ha smesso di scrivere o di pubblicare le proprie opere. Solo nella notte del 29 ottobre 1937 sono stati fucilati 27 letterati tra cui Michas' Čarot, Ales' Dudar, Valery Marakou, Todar Kliaštorny e Mikhas' Zarezki.
Nella Bielorussia occidentale (che faceva parte della Polonia in conformità ai trattati di pace di Brest-Litovsk (1918) e di Riga (1921) fino al 1939 quando fu annessa all’URSS e incorporata nella BSSR a seguito dell'inizio della Seconda guerra mondiale) sono diventati famosi gli scrittori Maksim Tank, Natallia Arsenneva, Nina Taras, Mikhal Mašara, Kazimir Svajak e altri.

### Dal dopoguerra ad oggi
Dopo la fine della seconda guerra mondiale alcuni autori hanno lasciato la Bielorussia e continuato la propria attivita letteraria nei paesi d'emigrazione, per es. Natallia Arsenneva (1903–1997, USA), Ales' Salavej (1922-1978, Australia), Kastus Akula (1925 - 2008, Canada) e altri.
Gli argomenti principali della nuova letteratura bielorussa furono le esperienze del tempo della guerra, la vita dei bielorussi nell'URSS e la storia nazionale, in particolare con i romanzi di Ivan Melezh ed Ivan Shamiakin, le opere di Janka Bryl.
Dagli anni '60 la prosa ha cominciato a trattare nuovi argomenti basati sulla morale. Molti scrittori hanno lottato per la libertà di parola degli autori, in particolare Vasil Bykau ed Uladzimir Karatkevič.
Le principali riviste letterarie della Bielorussia sono oggi Dziejaslou (dal 2002), Polymia (dal 1922),  Maladość (dal 1953) e il giornale Litaratura i mastatstva (dal 1932).
Nel settembre del 2003, durante la decima celebrazione del Giorno della letteratura bielorussa, le autorità cittadine di Polack, la più antica città bielorussa secondo quanto riportato dal manoscritto "nestoriano" Cronaca degli anni passati di Nestore di Pečers'k, inaugurarono un monumento in onore della lingua e della letteratura bielorusse. Questo monumento raffigura l'unica lettera cirillica caratteristica del bielorusso, cioè la "Ў" (U breve), dal suono equivalente alla "Ł" (L tagliata) polacca, alla "W" (Wu doppia) inglese ed alla "U" semivocalica italiana di "Uomo".
Nel 2015 Svjatlana Aleksievič, nota autrice di libri tradotti anche in italiano come il saggio documentario La guerra non ha un volto di donna (1985), è stata insignita del Premio Nobel per la letteratura.

## Bibliografia

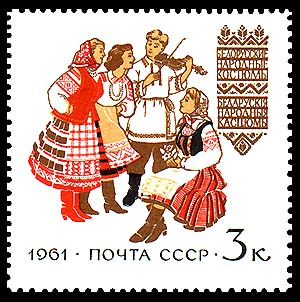
Francobollo del 1961 che raffigura un gruppo di Bielorussi nei costumi tradizionali.

### Antologie
- (IT)  Larisa Poutsileva (a cura di), Il carro dorato del sole. Antologia della poesia bielorussa del XX secolo. Con testi di Jakub Kolas, Janka Kupala, Maksim Bahdanovič, Uladzimir Duboǔka, Natallia Arsenneva, Maksim Tank, Ales’ Razanaǔ, Jan Čykvin, Anatol Sys, Aksana Danilčyk, Andrei Chadanovič e altri, Forlì, CartaCanta, 2020, ISBN 978-8885568655
- (EN)  Arnold McMillin, Writing in a Cold Climate: Bielorussian Literature from the 1970s to the Present Day, Modern Humanities Research Association, Vol. 18, Manley Publishing, 2010, ISBN 978-1906540685
- (DE)  Fernand Neureiter (Hrsg.): Weißrussische Anthologie. Ein Lesebuch zur weißrussischen Literatur. Sagner, München 1983, ISBN 3-87690-252-5.
- (DE)  Martin Pollack, Thomas Weiler (Hrsg.): Dossier Belarus, in: Literatur und Kritik 460/461-2012, S. 31-84, online: Dossier Belarus,
- (DE)  Norbert Randow (Hrsg.): Die junge Eiche. Klassische belorussische Erzählungen. Reclam, Leipzig 1987, ISBN 3-379-00133-3
- (DE)  Norbert Randow (Hrsg.): Störche über den Sümpfen. Belorussische Erzähler. Volk und Welt, Berlin 1971

### Storia della letteratura
- (IT)  G. Messina, La letteratura bielorussa, Firenze, 1952
- (DE)  Norbert Randow: Die Weißrutenische Literatur, in: Kindlers neues Literatur-Lexicon, München 2006, Bd. 20, S. 400 ff.
- (DE)  Smizer Wischnjou: Kulturlandschaft Belarus. Eine Begehung, novinki.de, 19. Februar 2010
- (DE)  Yaraslava Ananka, Heinrich Kirschbaum: Briefe vom Galgen: Gewaltnarrative in der weißrussischen Gegenwartsliteratur, in: - Fiktion - Vermarktung. Gewalt in den zeitgenössischen slavischen Literaturen. Internationale Konferenz, 20. - 22. September 2012, Universität Hamburg. Universitätsverlag, Potsdam 2013, ISBN 978-3-86956-271-1, S. 87-102
- (BE)  V. Barysenka, P. Broūka, Lyn'koū, Narysy pa historyi belaruskaj litaratur, Minsk, 1956